# Přímočarý pohyb
Přímočarý pohyb je pohyb po přímce, tzn. trajektorií pohybu je přímka.

## Vlastnosti
Při přímočarém pohybu se nemění směr vektoru rychlosti, ale může se měnit velikost rychlosti. To znamená, že se nemění směr vektoru zrychlení, který musí být souhlasný se směrem vstupní rychlost, je-li nenulová, avšak velikost vektoru zrychlení se měnit může.
U mechanického pohybu lze rozlišit dva druhy zrychlení, respektive dvě jeho složky, na které lze každé zrychlení rozložit. První složkou je zrychlení tečné, toto zrychlení má směr tečny k danému trajektorii pohybu, způsobuje změnu velikosti rychlosti. Druhou složkou je zrychlení normálové, toto zrychlení má směr normály (kolmice) k trajektorii pohybu a způsobuje změnu směru pohybu.
Pro přímočarý pohyb platí, že normálové zrychlení je nulové.

## Obecné vzorce
Pro přímočarý pohyb hmotného bodu platí definice velikosti průměrné rychlosti na určitém časovém úseku:
{\displaystyle v_{p}={\frac {\Delta s}{\Delta t}}}, kde Δs je změna dráhy a Δt změna času.
Čím menší bude tento časový úsek, tím více se bude hodnota průměrné rychlosti blížit hodnotě okamžité rychlosti, matematicky to lze vyjádřit limitou (resp. derivací):
{\displaystyle v=\lim _{\Delta t\to 0}\left({\frac {\Delta s}{\Delta t}}\right)={\frac {\mathrm {d} s}{\mathrm {d} t}}}
Stejné pravidlo můžeme zavést z definice zrychlení:
{\displaystyle a_{p}={\frac {\Delta v}{\Delta t}}}, kde Δv je změna rychlosti.
{\displaystyle a=\lim _{\Delta t\to 0}\left({\frac {\Delta v}{\Delta t}}\right)={\frac {\mathrm {d} v}{\mathrm {d} t}}}
Opačné vztahy lze získat integrací:

### Rychlost
{\displaystyle v=\int a(t)\mathrm {d} t}
{\displaystyle \Delta v=\int _{t_{1}}^{t_{2}}a(t)\mathrm {d} t}

### Dráha pohybu tělesa
{\displaystyle s=\int v(t)\mathrm {d} t}
{\displaystyle \Delta s=\int _{t_{1}}^{t_{2}}v(t)\mathrm {d} t}

## Speciální případy

### Rovnoměrný přímočarý pohyb

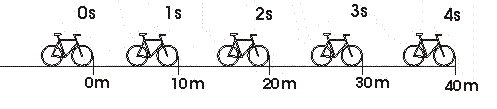
Rovnoměrný přímočarý pohyb

Rovnoměrný přímočarý pohyb je pohyb po přímce se stálou rychlostí. Pokud přímočarý pohyb není rovnoměrný, bývá také označován jako nerovnoměrný přímočarý pohyb (jde tedy o pohyb s proměnnou rychlostí). Pro rovnoměrný přímočarý pohyb platí následující rovnost:
{\displaystyle a_{\mathrm {t} }=a_{\mathrm {n} }=0\,}

#### Kinematika
Rychlost rovnoměrného přímočarého pohybu je z definice konstantní, tedy rovna počáteční rychlosti tělesa:
{\displaystyle v=v_{0}\,}
{\displaystyle \Delta v=0\,}
Dráha rovnoměrného přímočarého pohybu:
{\displaystyle s=\int v(t)dt=\int v\mathrm {d} t=s_{0}+vt}
{\displaystyle \Delta s=\int _{t_{1}}^{t_{2}}v(t)\mathrm {d} t=vt_{2}-vt_{1}=v\Delta t}

#### Dynamika
Podle prvního Newtonova zákona v rovnoměrném přímočarém pohybu setrvává těleso (hmotný bod), na které je celkové silové působení nulové, tedy buď žádné síly nepůsobí nebo jejich výsledná hodnota je nulová (výslednice je nulový vektor).

### Rovnoměrně zrychlený přímočarý pohyb
Rovnoměrně zrychlený přímočarý pohyb je pohyb po přímce se stálým zrychlením. Rovnoměrně zrychlený přímočarý pohyb je zvláštním případem nerovnoměrného přímočarého pohybu, kdy zrychlení je konstantní ve velikosti i směru. Trajektorií je přímka nebo část přímky. Velikost rychlosti se mění přímo úměrně s časem. Směr rychlosti se nemění.
Má-li zrychlení stejnou orientaci (hodnotu znaménka) jako směr pohybu tělesa, pak se rychlost tělesa zvyšuje a jedná se o zrychlený pohyb. Má-li zrychlení opačnou orientaci (hodnotu znaménka) než směr pohybu tělesa, pak se rychlost tělesa snižuje a jedná se o pohyb zpomalený.
Pohybuje-li se těleso pohybem rovnoměrně zrychleným, jeho výkon stoupá. P = F * v. Síla F je při konstantním zrychlení a konstantní hmotnosti konstantní (F = m krát a), ale rychlost se mění lineárně. Tudíž i výkon se mění lineárně.

#### Kinematika
Rychlost rovnoměrně zrychleného přímočarého pohybu:

Dosazením do obecných vztahů:
{\displaystyle v=\int a(t)\mathrm {d} t=\int a\mathrm {d} t=v_{0}+at}
{\displaystyle \Delta v=\int _{t_{1}}^{t_{2}}a(t)\mathrm {d} t=\int _{t_{1}}^{t_{2}}a\mathrm {d} t=at_{2}-at_{1}=a\Delta t}
První říká, že aktuální rychlost bodu je rovna jeho počáteční rychlosti plus součinu času a zrychlení daného bodu. Druhý říká, o kolik se změnila rychlost tělesa mezi časem t1 a časem t2.
Dráha rovnoměrného přímočarého pohybu:

Dosazením do obecných vztahů:
{\displaystyle s=\int v(t)dt=\int (v_{0}+at)\mathrm {d} t=s_{0}+v_{0}t+{\frac {1}{2}}at^{2}}
{\displaystyle \Delta s=\int _{t_{1}}^{t_{2}}v(t)\mathrm {d} t=\int _{t_{1}}^{t_{2}}(v_{0}+at)\mathrm {d} t=v_{0}\left(t_{2}-t_{1}\right)+{\frac {a}{2}}\left(t_{2}-t_{1}\right)^{2}}

#### Dynamika
Síly působící při rovnoměrně zrychleném přímočarém pohybu:
Podle 2. Newtonova pohybového zákona působí na těleso se stálým zrychlením stálá síla o velikosti:

{\displaystyle \mathbf {F} =m\mathbf {a} }
kde m je hmotnost, a je zrychlení.
Protože normálové zrychlení je nulové, musí mít výsledná síla stejný směr (bez ohledu na orientaci), jako rychlost pohybu, tedy působí v přímce pohybu. Má-li působící síla stejnou orientaci jako je směr pohybu, pak těleso zrychluje, má-li síla orientaci opačnou než pohybu, pak těleso zpomaluje.